# (21275) Tosiyasu
(21275) Tosiyasu (1996 SJ7) – planetoida z pasa głównego asteroid okrążająca Słońce w ciągu 3,21 lat w średniej odległości 2,18 j.a. Odkryta 23 września 1996 roku.